# Musée De Lakenhal
 (juillet 2017).
Si vous disposez d'ouvrages ou d'articles de référence ou si vous connaissez des sites web de qualité traitant du thème abordé ici, merci de compléter l'article en donnant les références utiles à sa vérifiabilité et en les liant à la section « Notes et références ».

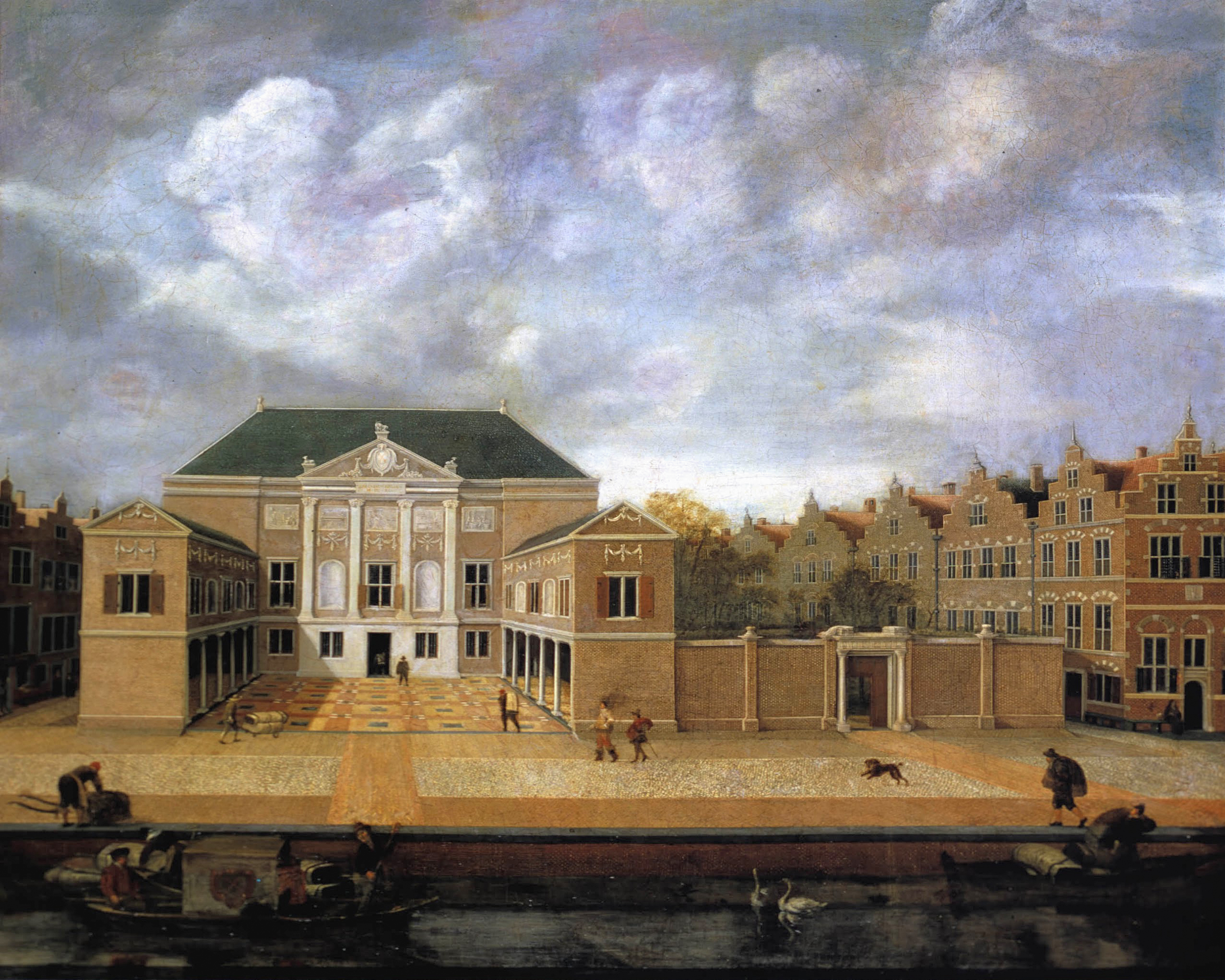
Entrée de l'ancienne halle aux draps, 1642 - Œuvre du peintre architecte de Leyde Susanna van Steenwijk. L'extension à l'est n'avait pas encore été construite.

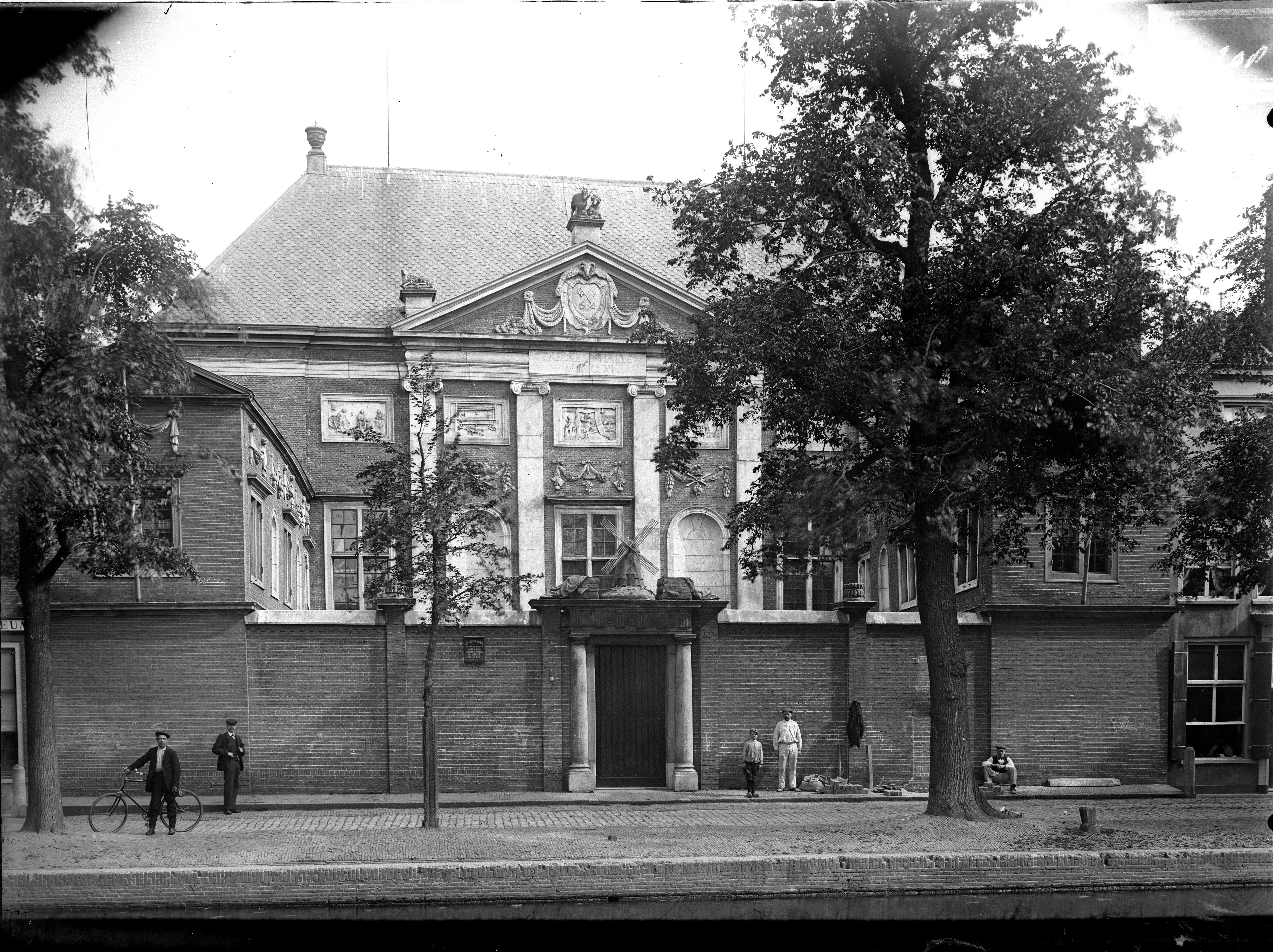
Photographie de l'entrée du musée De Lakenhal, au-delà du Vieux-Canal, 1900.

Le musée De Lakenhal (en néerlandais : Museum De Lakenhal) ou musée municipal de Leyde, parfois abrégé en « le Lakenhal », est un musée de peinture et des arts décoratifs de la ville de Leyde, située aux Pays-Bas. Il se situe dans les bâtiments historiques des anciennes halles aux Draps de Leyde, qui fut un grand centre de manufacture de textile pendant le siècle d'or néerlandais.

## La halle aux draps
De lakenhal (en français : « la halle au drap » ou « la halle aux draps ») a été construite en 1640 sous la direction de l'architecte Arent Van's Gravesande. Bâtiments utilisés pour inspecter les draps fabriqués dans la ville de Leyde, La halle était également le siège des administrateurs et des représentants de l'industrie textile de Leyde.

## Historique du musée
L'ancienne halle aux draps a été reconvertie en musée en 1874.
En 2006, à l'occasion du 400e anniversaire de la naissance de Rembrandt à Leyde, le musée commémore cet événement en exposant plusieurs toiles du maître suivant des thèmes différents. Les toiles exposées proviennent de musées prestigieux tels que le musée du Louvre de Paris, le Rijksmuseum Amsterdam, la National Gallery of Art de Washington.

## Les collections

### Peinture
De nombreuses œuvres sont visibles dans le musée témoignant du riche passé culturel de la ville de Leyde et qui s'est manifesté pendant le siècle d'or néerlandais :
- collections de peinture du XVIe siècle : Cornelis Engebrechtsz, Lucas van Leyden ;
- collections de peinture du XVIIe siècle : Rembrandt, Gerrit Dou, Jan Lievens, David Bailly, Jan Steen, et des peintres de l'École de peinture de Leyde, tels que Frans van Mieris l'Ancien, et Willem van Mieris.

Quelques œuvres exposées au Lakenhal
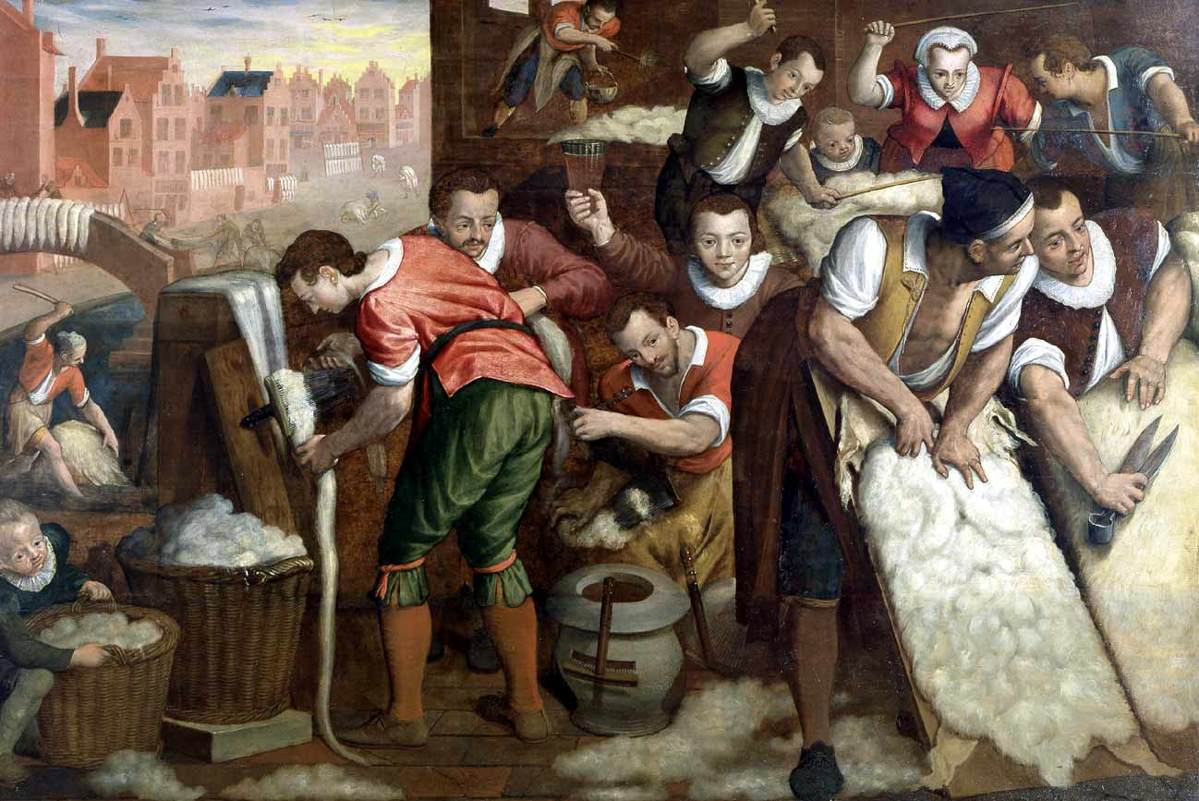
La Suppression de la laine des peaux et le peignage, huile sur toile de Isaac Claesz van Swanenburg, 1595.
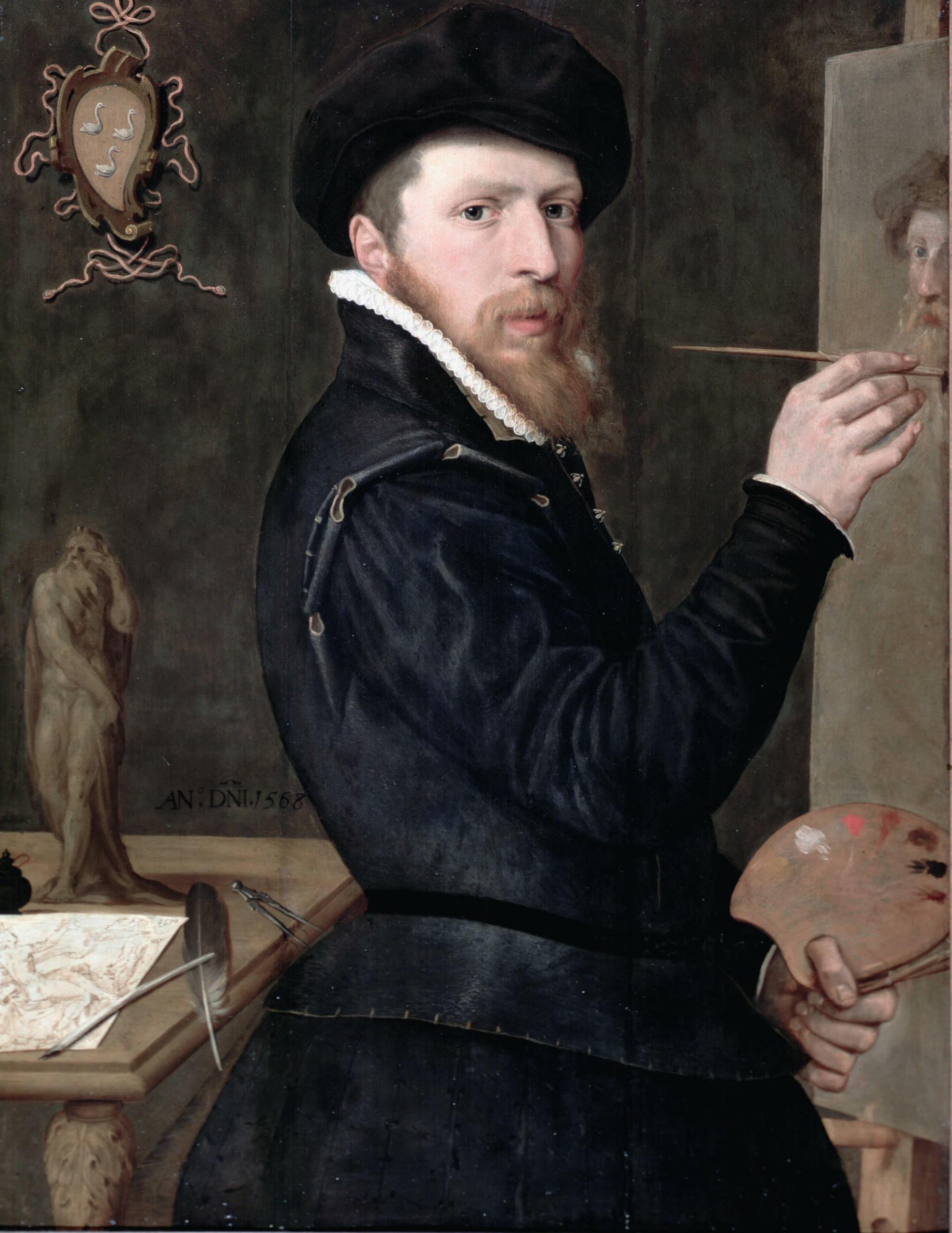
Autoportrait de Isaac Claesz van Swanenburg, 1568.
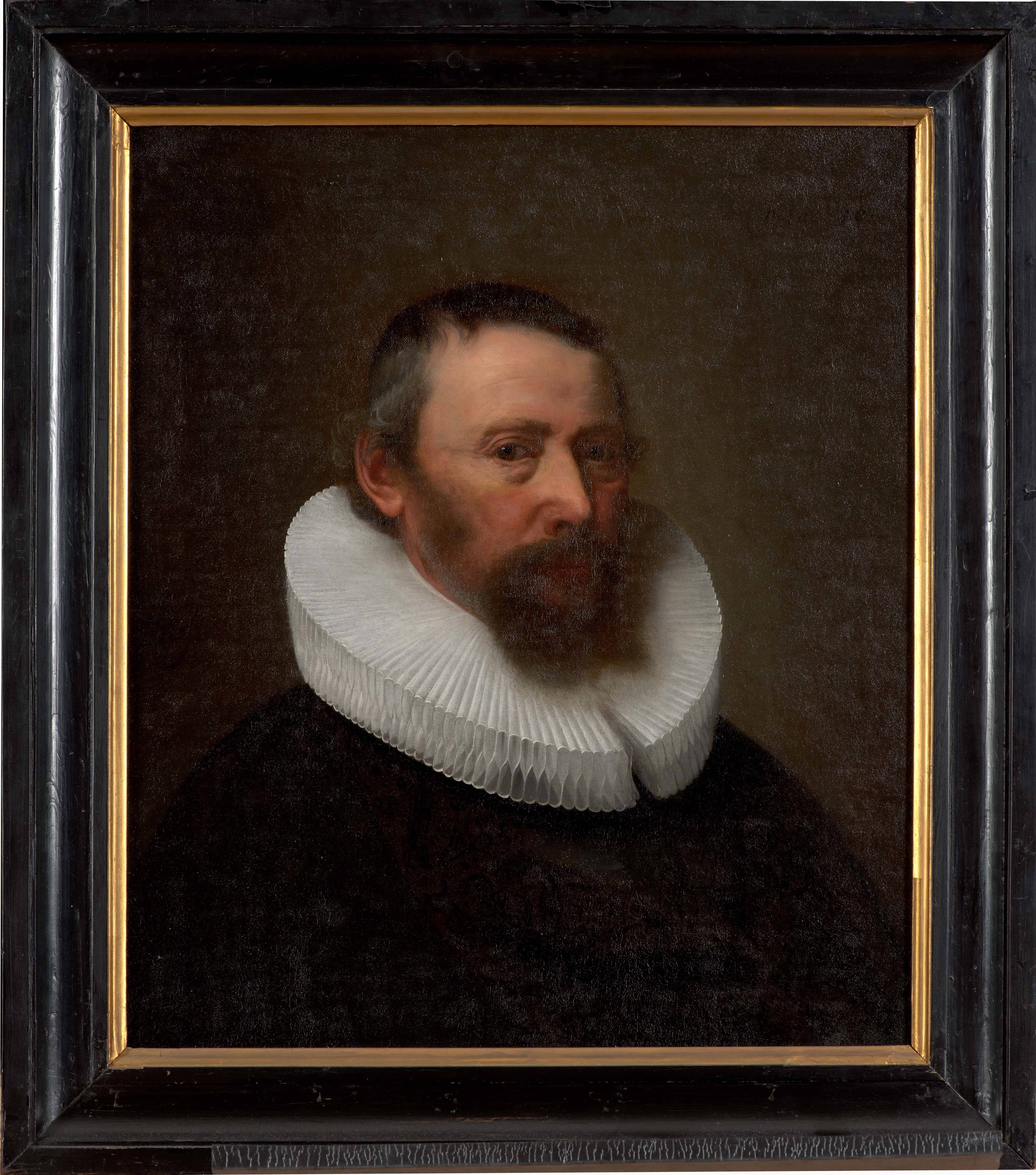
Portrait du bourgmestre de Leyde, Jan Janszoon Orlers, par Pieter Dubordieu (en), 1640.

### Faïence
Le musée regroupe une collection d'objets de vaisselle et de carreaux en faïence du XVIIe siècle assez importante. Il abrite également un département consacré à la restauration d'objets en faïence.